# Macrolepiota procera
La mazza di tamburo (Macrolepiota procera (Scop.) Singer, 1948) è un fungo basidiomicete della famiglia Agaricaceae. È uno dei più vistosi, conosciuti ed apprezzati funghi commestibili, ma con certe cautele.

La sua tossicità, se ingerita cruda, caratteristica poco nota e comune ad altre specie congeneri, è causa di non infrequenti intossicazioni (vedasi la sezione seguente Commestibilità).

## Nomi comuni
- mazza di tamburo
- puppola
- bubbola maggiore
- crocola o crucola (zona dei monti Cimini)
- grucola (monti della Tolfa)
- catuba (Agro Ceretano)
- cucumèla (Piemonte[4])
- cuculino (Calabria)
- ombrellone
- parasole
- cappellone (Trentino)
- gamba da pula (Lombardia Occidentale)
- cappellino (Sicilia)
- conocchia (Irpinia, Campania)

- cappellaccio (Lariano)
- caloncia (Sezze)
- cappeddu de predi (Gesturi, Sardegna)
- trulla (Liguria)
- pavisciola (monte Amiata)
- Boigena, Fuliggina, Fuliggine, Baruciola (Toscana)
- Capela de prà (Valle Sabbia)
- Coccamella (Imperia)

## Etimologia
Dal latino procerus, che significa slanciato, affusolato.

## Descrizione

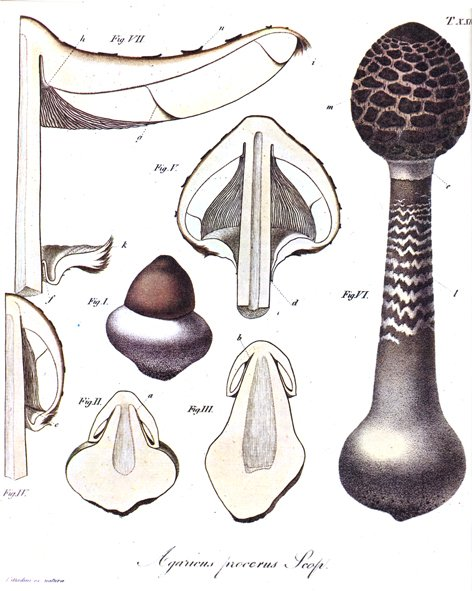
M. procera - Tavola di Carlo Vittadini

### Cappello
Il cappello è inizialmente sferoidale, poi convesso e piano a maturità; è dotato di umbone bruno o bruno-grigio, liscio al centro e poi coperto di scaglie fioccose e brunicce, con caratteristica disposizione radiale, sempre più rade verso il margine che si presenta sfrangiato. La cuticola è color nocciola-biancastra, fibrillosa e setosa. Di dimensioni ragguardevoli: da 10 a 25 cm.

### Lamelle
Le lamelle sono fitte, numerose, irregolari, di colore bianco o giallastro, poi tendenti al color rosato-bruno o cipria e imbrunenti al tocco. Ventricose ed alte, mostrano un evidente distacco dal gambo.

### Gambo
Il gambo è assai slanciato e sottile (20-45 cm x 10-20 mm), di diametro pressoché costante, normalmente diritto, fibroso, duro, cavo e cilindrico. Bulboso al piede, è adornato da un anello doppio, scorrevole e ampio. Al di sotto dell'anello è presente la caratteristica ed evidente squamatura color caffellatte.

### Carne
La carne è bianca tendente al rosato o al rossastro al taglio, fioccosa, tenera, poco consistente e fragile nel cappello, fibrosa (quasi legnosa) nel gambo.
- Odore: leggero e di nocciola (talvolta di urina sul cappello).
- Sapore: dolce, di nocciola[3][8]

Come per altre specie fungine, dopo la cottura la resa non è elevata in quanto i cappelli si riducono considerevolmente in larghezza.

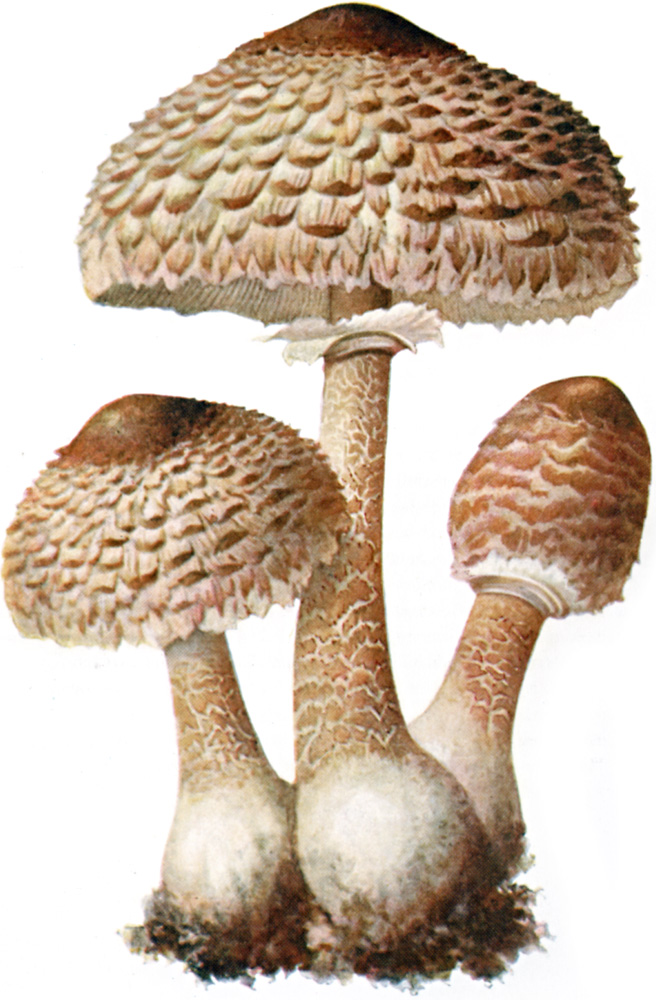
Albin Schmalfuß
illustrazione di M. procera (1897)

### Caratteri microscopici
Pleurocistidi assenti.
Spore
Le spore, di colore bianco in massa, sono ialine, lisce, ellittiche e grandi (12-18 x 8-12 μm); presentano un piccolo poro germinativo.
Cheilosistidi
Le cheilocistidi sono di dimensioni 40 × 12 μm, clavate o cilindriche.

## Distribuzione e habitat
Vive spesso gregario, indifferentemente in boschi di latifoglie o di conifere, come nei prati, nelle radure e sui bordi della strada. È diffuso in Nord America e in Europa. Compare dall'estate all'autunno.

## Commestibilità

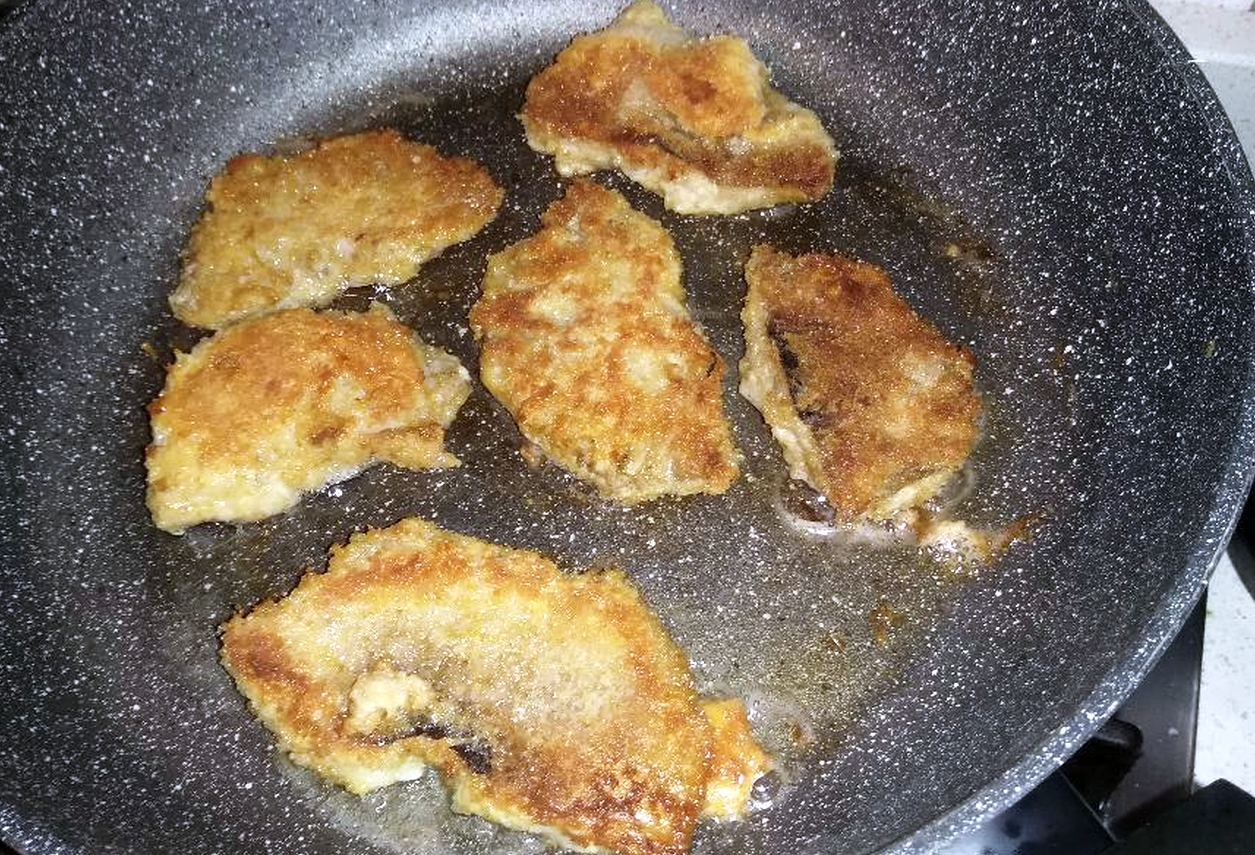
Cappelli tagliati a metà e impanati

Commestibile con cautela: leggermente tossico da crudo, necessita di prolungata cottura. Ne va perciò evitata la preparazione alla piastra o alla griglia, in quanto le parti interne potrebbero rimanere parzialmente crude. Va consumato solo il cappello.
Si presta per la preparazione di cotolette, quando il cappello è totalmente aperto e con le lamelle ancora bianche, mentre con gli esemplari più giovani non ancora aperti si possono preparare frittate.
Gli esemplari essiccati spontaneamente sono più aromatici e dovrebbero aver perso la loro tossicità; si consiglia comunque di consumarli previa cottura. Si raccomanda di non immergere in acqua il gambo degli esemplari ancora chiusi, per accelerarne l'apertura. Ciò potrebbe comportare una maggiore tossicità del fungo.

## Specie simili
Difficilmente confondibile con altre specie congeneri, in virtù della sua notevole stazza. 
Tuttavia, in condizioni climatiche ed ambientali particolari la M. procera ha dimensioni assai ridotte rispetto alla norma e pertanto può essere confusa facilmente con specie somiglianti. Particolarmente pericolosa è la confusione con le specie del genere Lepiota, di dimensioni molto più piccole (diametro di pochi cm), molte delle quali sono velenose o mortali.
Specie simili per taglia e aspetto sono:
1. Leucoagaricus nympharum (edule), più piccolo.[3]
2. Macrolepiota excoriata (edule da cotto e velenoso da crudo), che si distingue per la tipica lacerazione della pellicola al margine del cappello e per il gambo sostanzialmente privo di decorazioni ed appena sfumato.
3. Macrolepiota mastoidea (edule), che però si distingue facilmente per l'umbone aguzzo, il cappello che ricorda una mammella e la poco evidente decorazione screziata sul gambo.
4. Macrolepiota prominens, più piccolo.[7]
5. Chlorophyllum rhacodes (velenoso sia crudo che da cotto), in particolare quando il cappello è ancora sferoidale, che presenta un deciso viraggio della carne all'arancio e poi al rosso. Il gambo è privo di squame.[3]
6. Clorophyllum rhacodes var. hortensis (velenoso sia da crudo che da cotto), che si distingue per il gambo ancora più tozzo e bulboso del Chlorophyllum rhacodes.
7. Chlorophyllum molybdites (sinonimi: Macrolepiota molybdites o Lepiota morgani), velenoso, assai simile per dimensioni ma dalla sporata verdastra e diversamente decorato sul gambo e sul cappello.

## Sinonimi e binomi obsoleti
- Agaricus procerus Scop., Fl. carniol., Edn 2 (Vienna) 2: 418 (1772)
- Lepiota procera (Scop.) Gray, A Natural Arrangement of British Plants (London) 1: 601 (1821)
- Lepiotophyllum procerum (Scop.) Locq., Bull. mens. Soc. linn. Lyon 11: 40 (1942)
- Amanita procera (Scop.) Fr., Anteckn. Sver. Ätl. Svamp.: 33 (1836)
- Mastocephalus procerus (Scop.) Pat., Essai Tax. Hyménomyc. (Lons-le-Saunier): 171 (1900)
- Leucocoprinus procerus (Scop.) Pat., (1900)
- Macrolepiota procera (Scop.) Singer, Pap. Mich. Acad. Sci. 32: 141 (1948) f. procera
- Macrolepiota procera f. macrospora Singer
- Agaricus procerus Scop., Fl. carniol., Edn 2 (Wien) 2: 418 (1772) var. procerus
- Agaricus annulatus Lightf., Fl. Scot. 2: 1025 (1777)
- Agaricus annulatus var. excoriatus Lightf., Fl. Scot. 2: 1025 (1777)

### Esemplari giovani

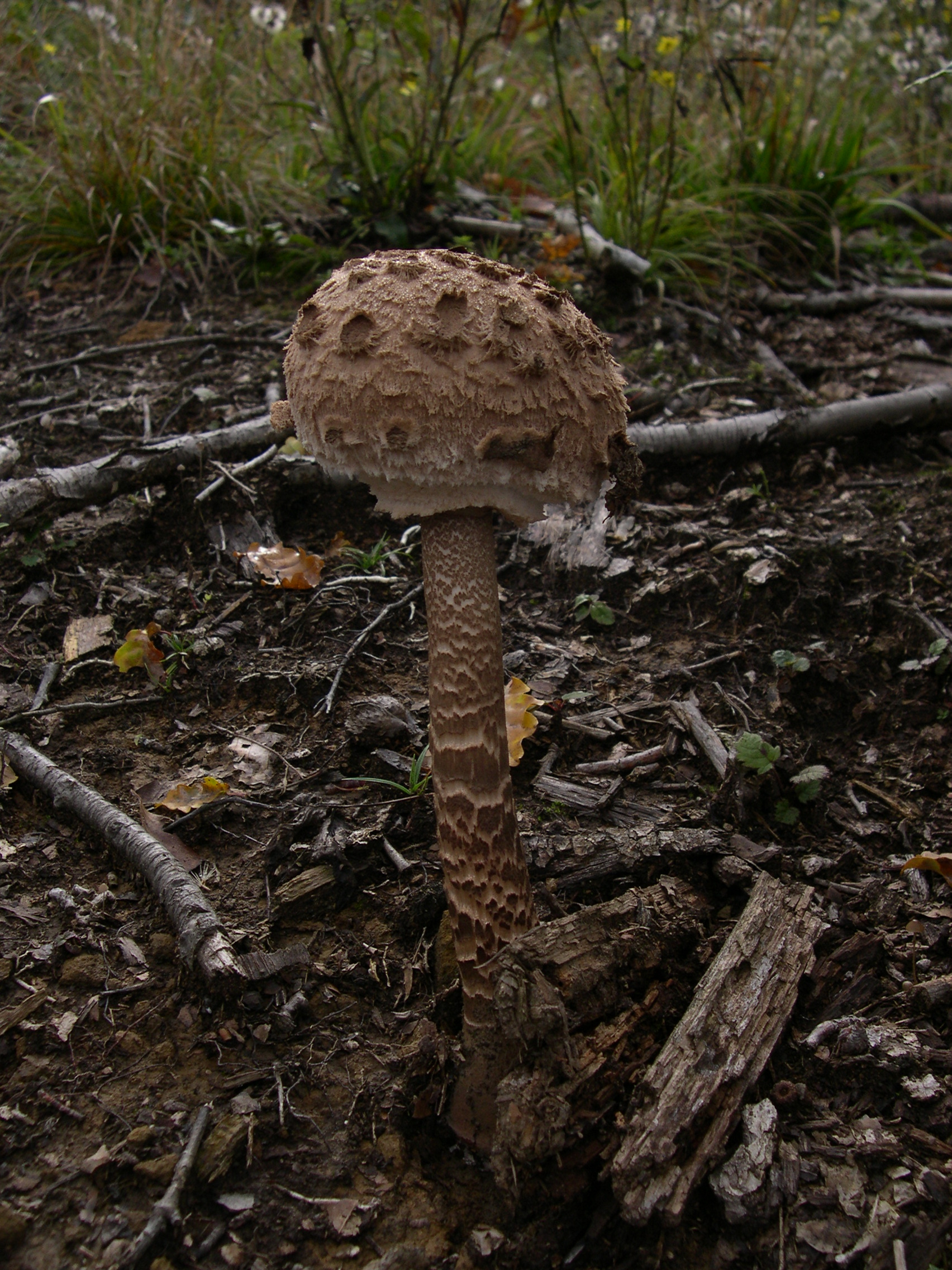
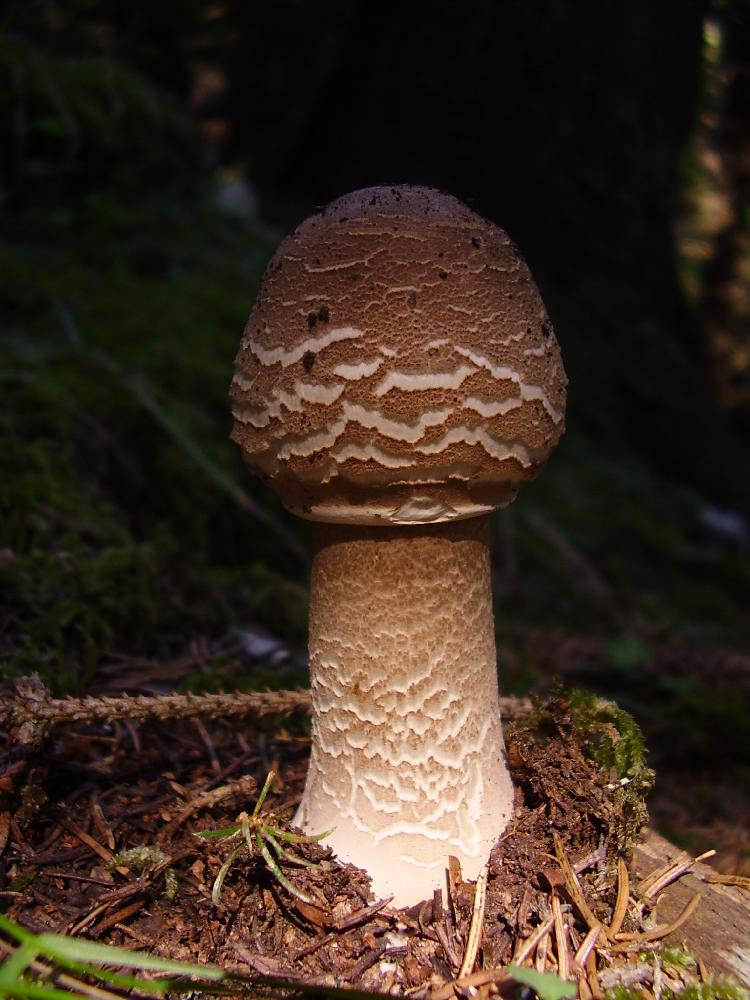
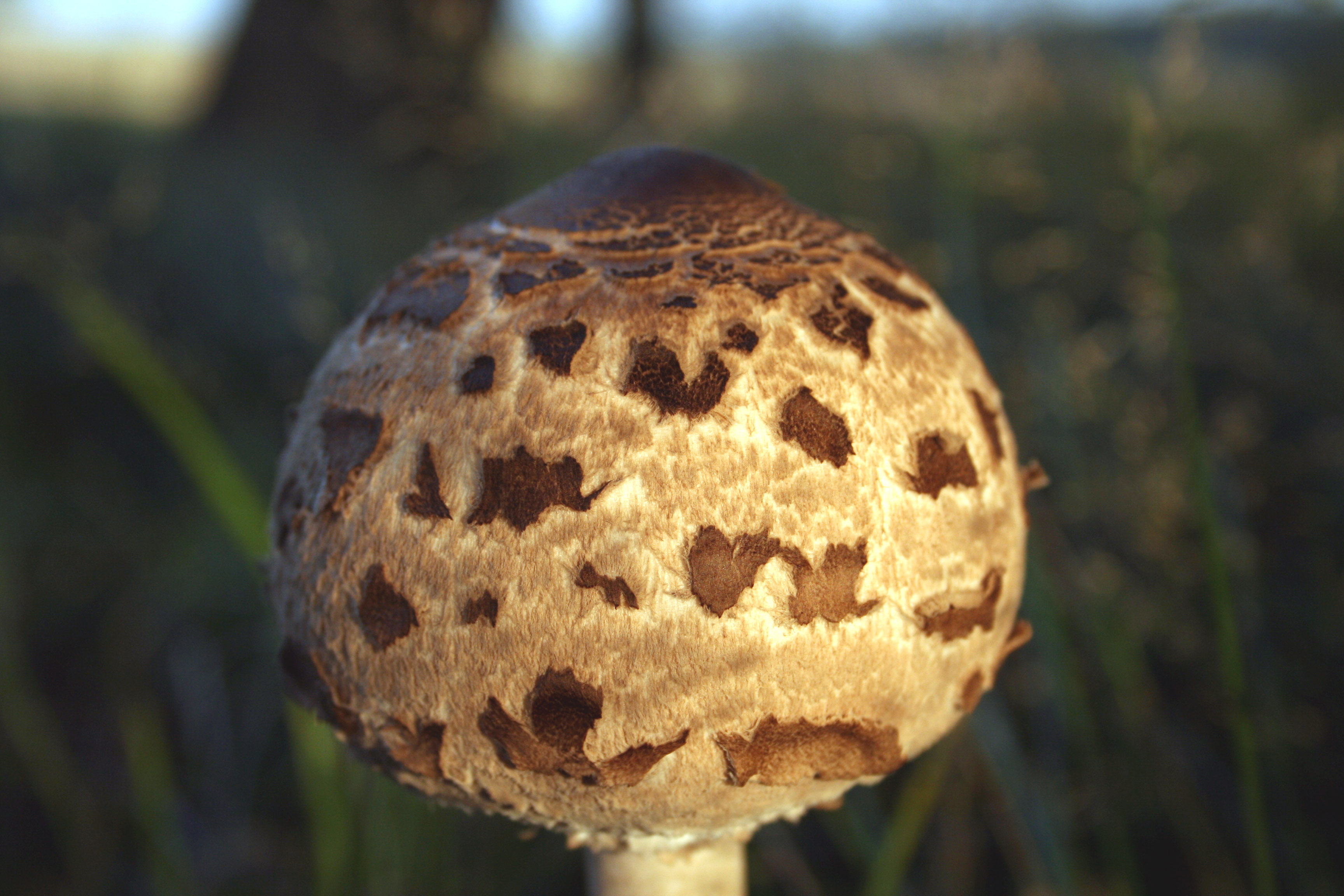
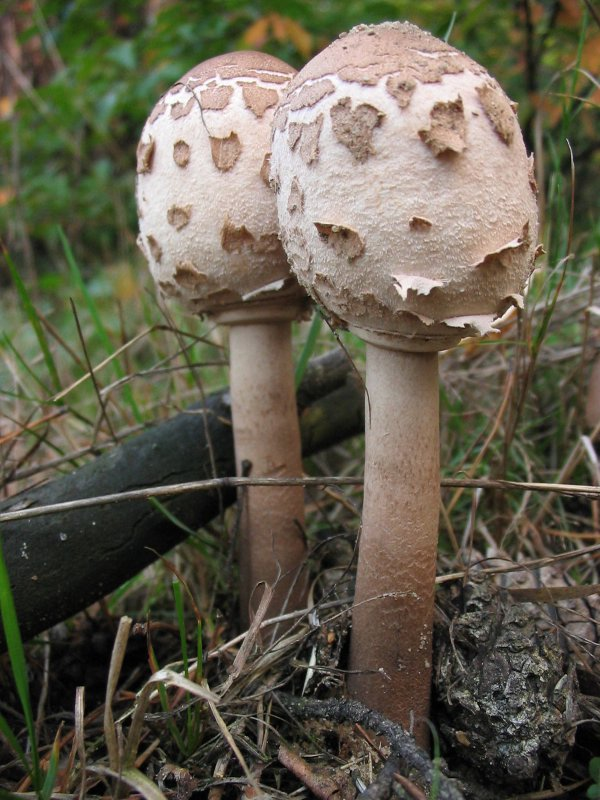
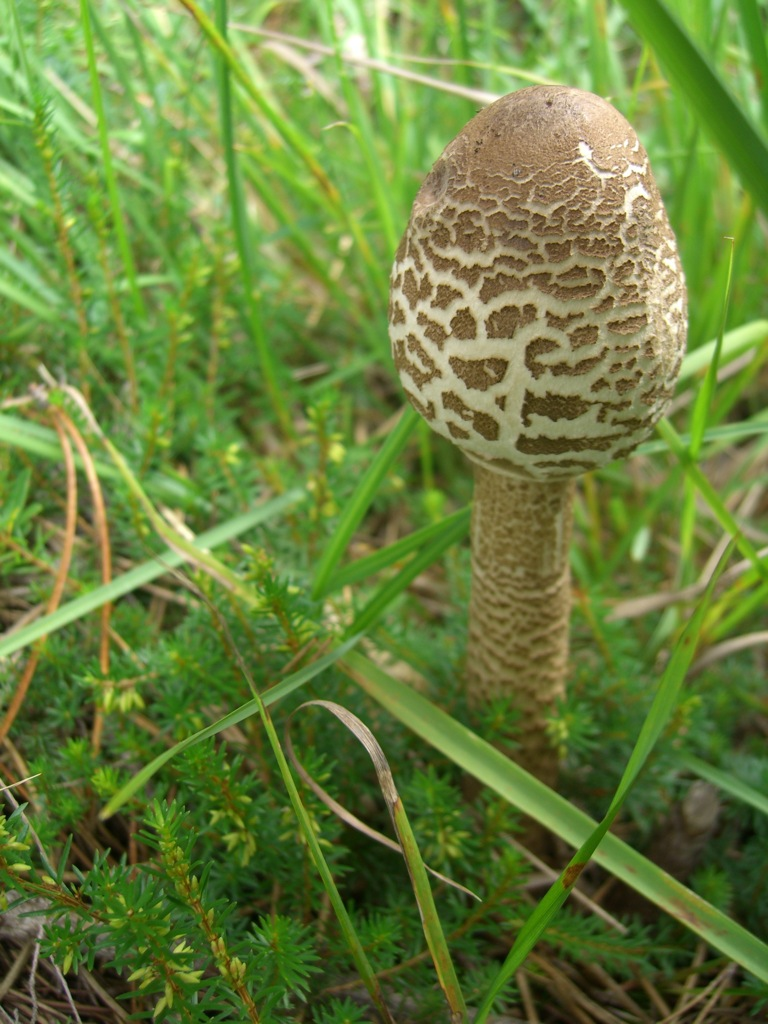
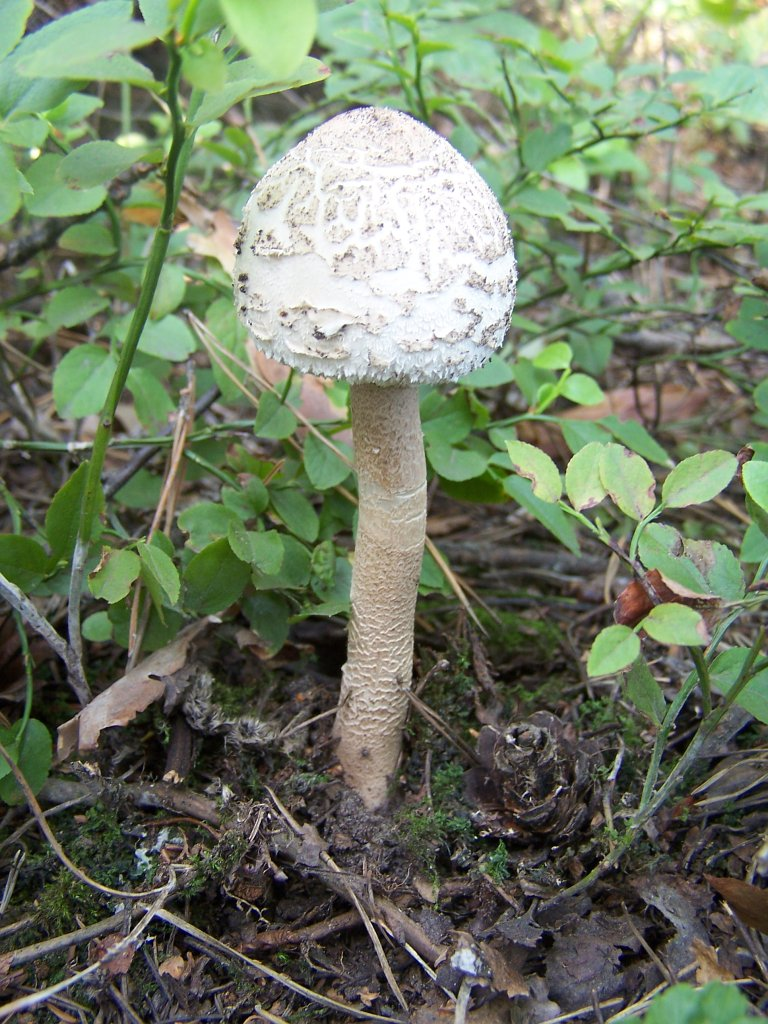

### Esemplari cresciuti

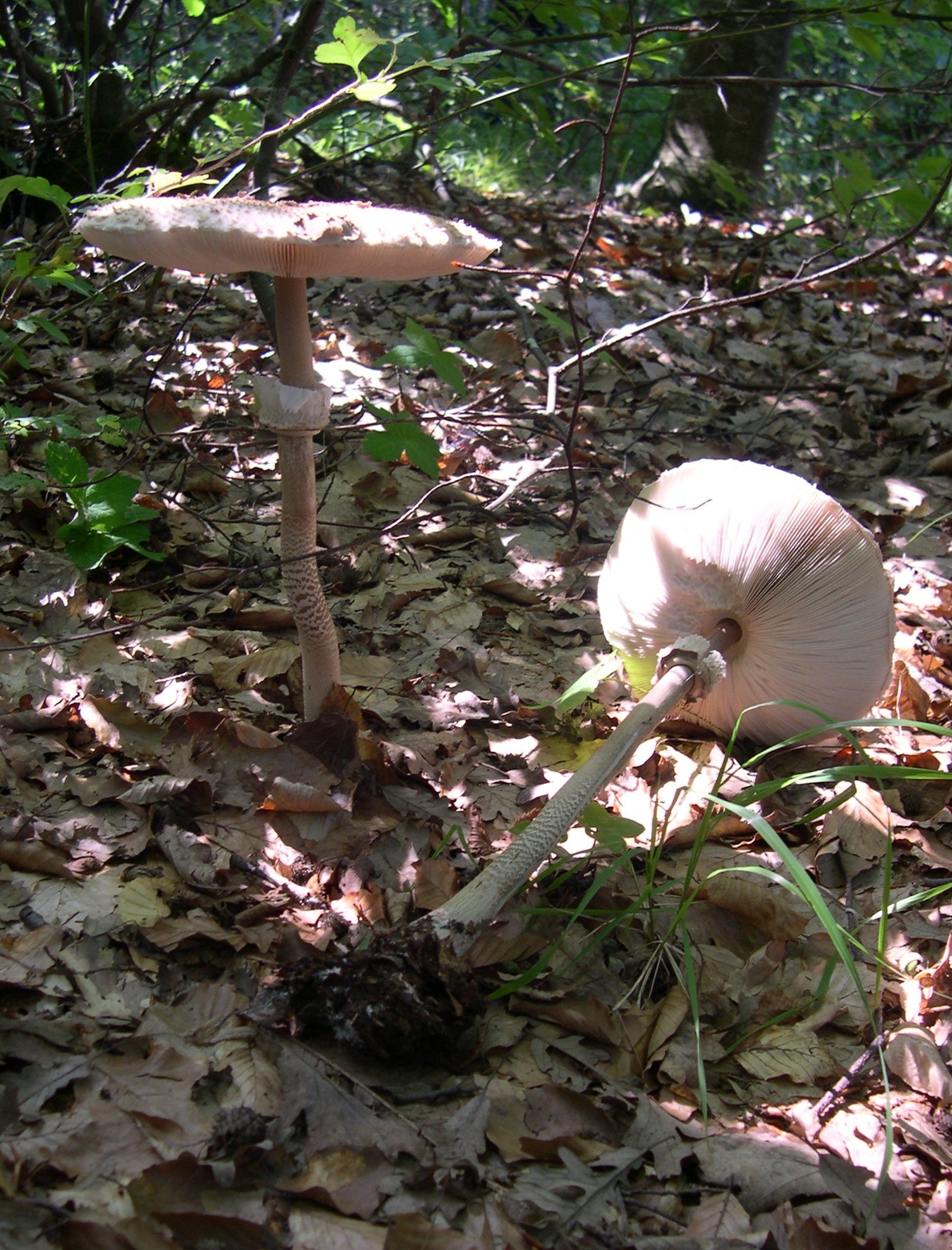
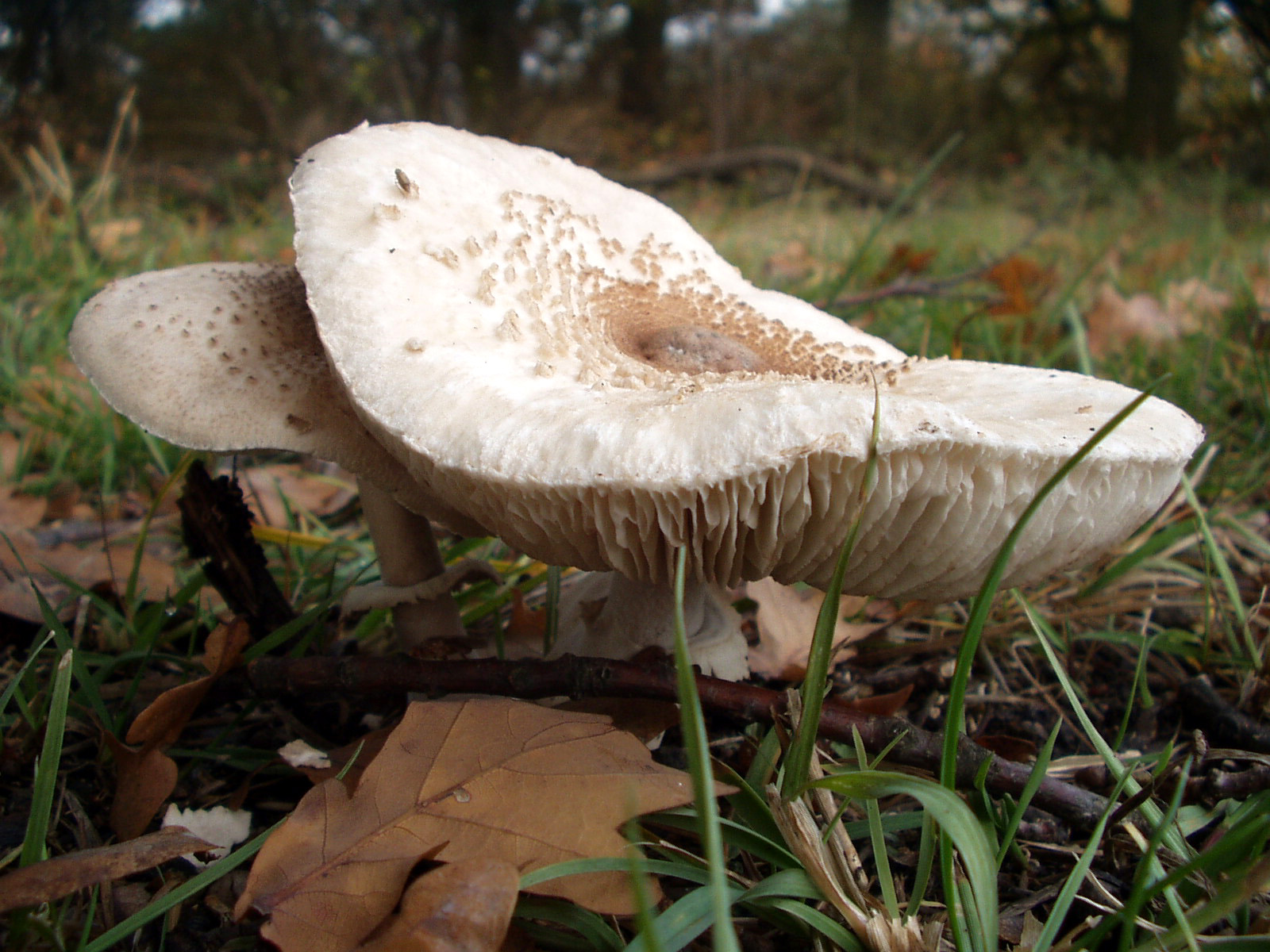
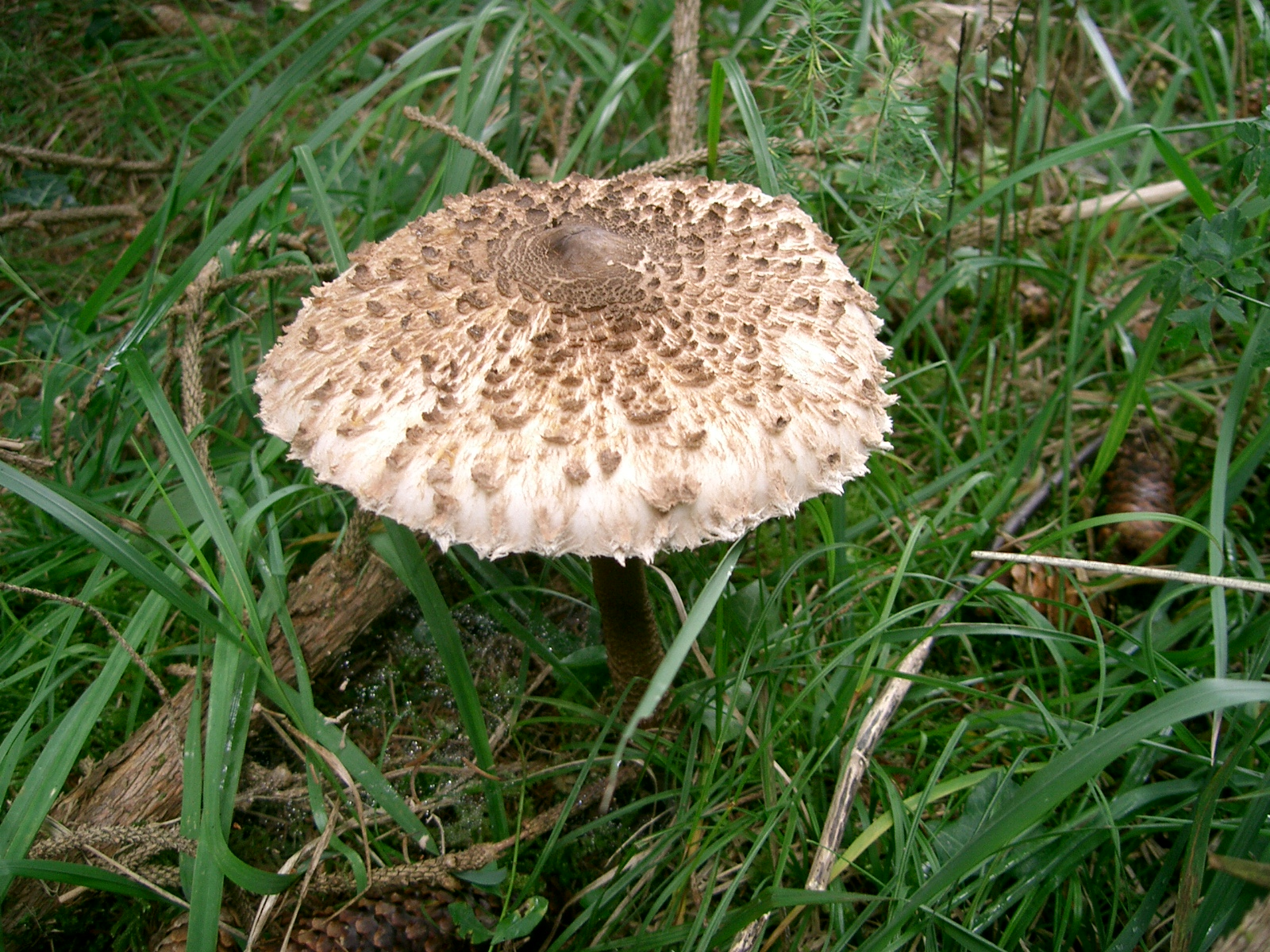
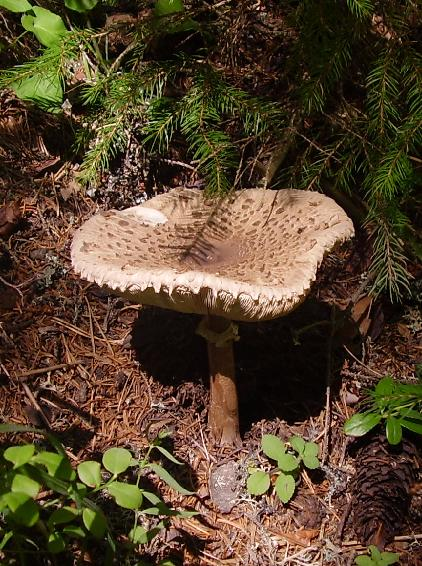
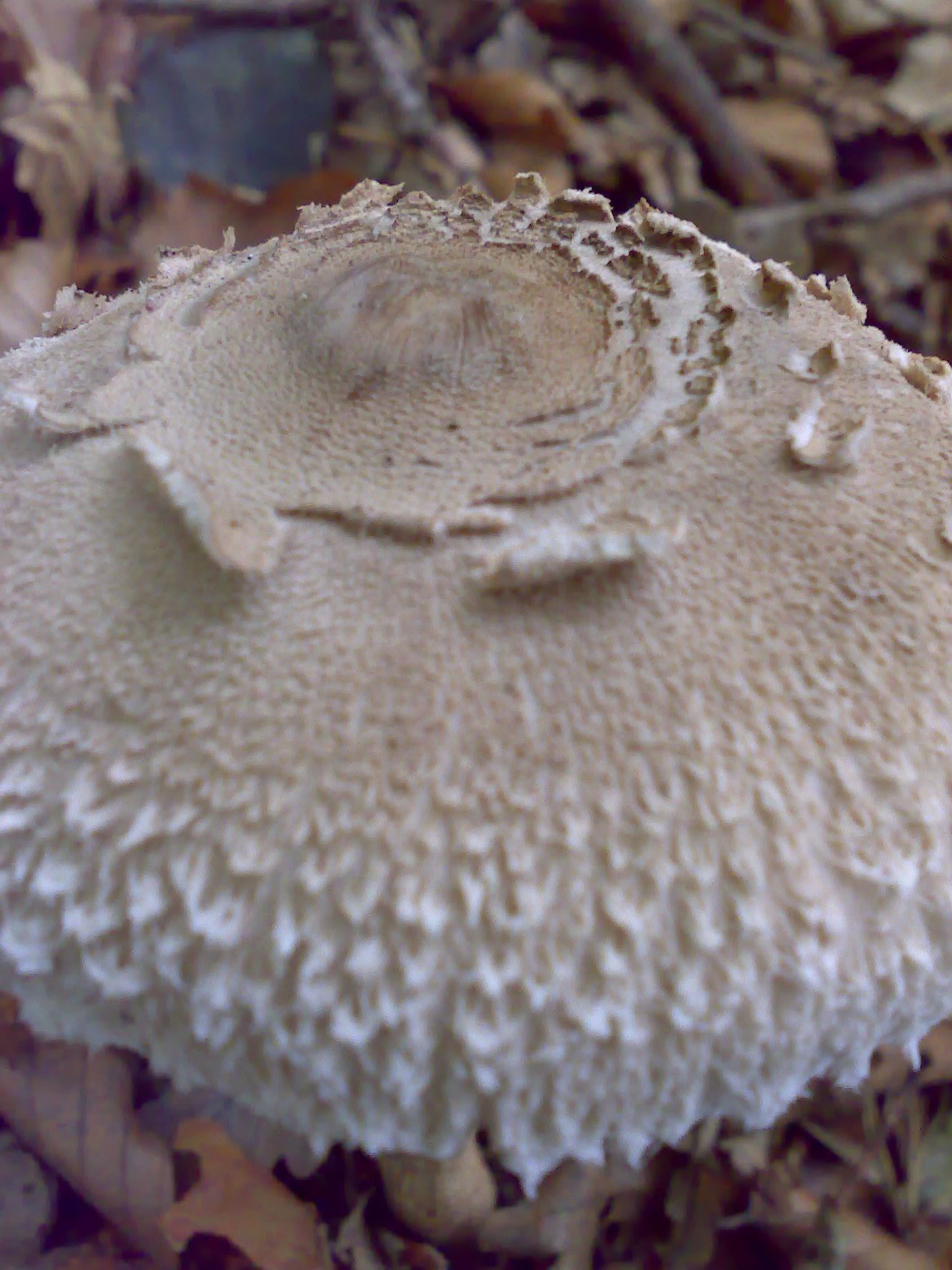
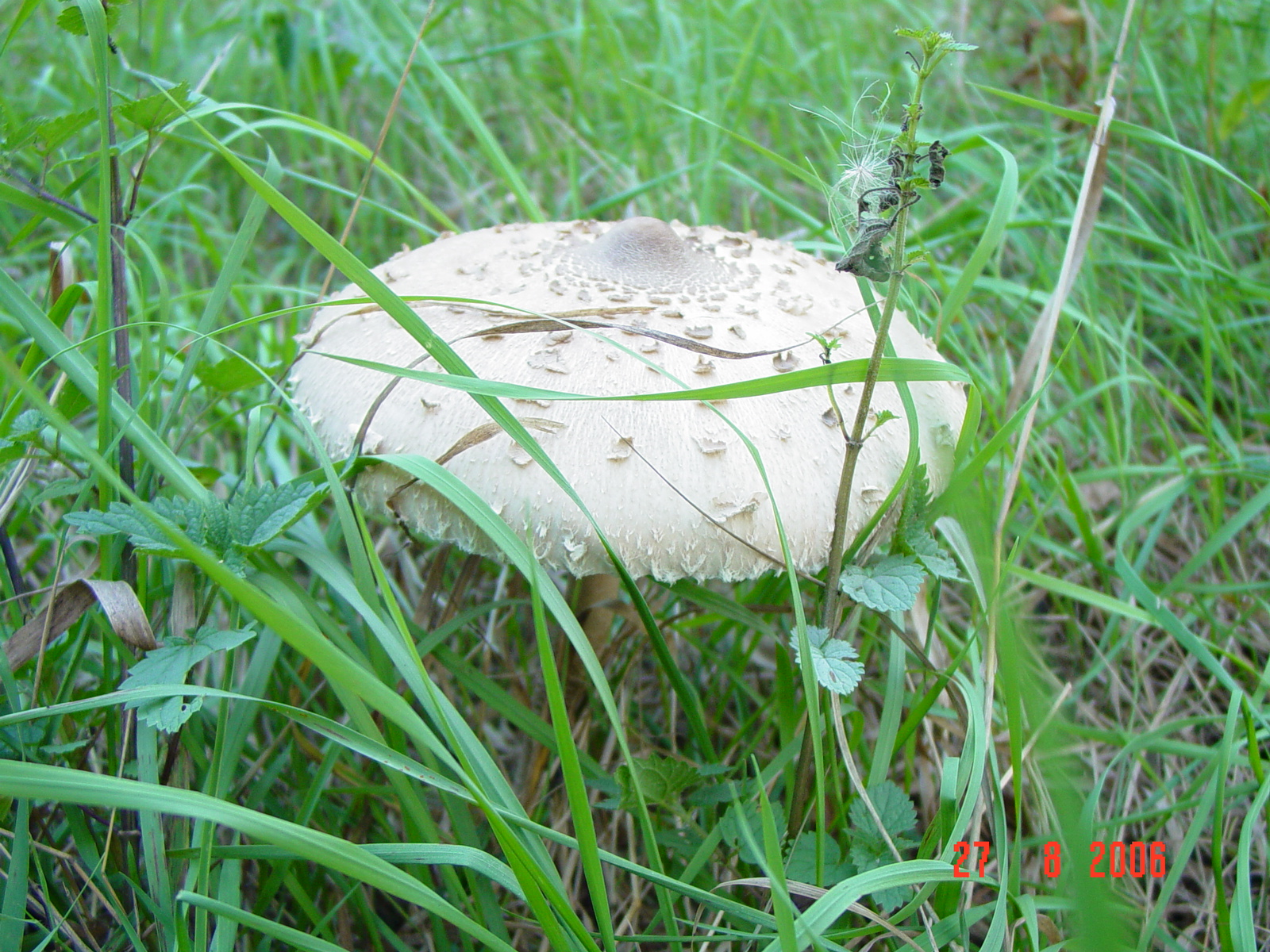
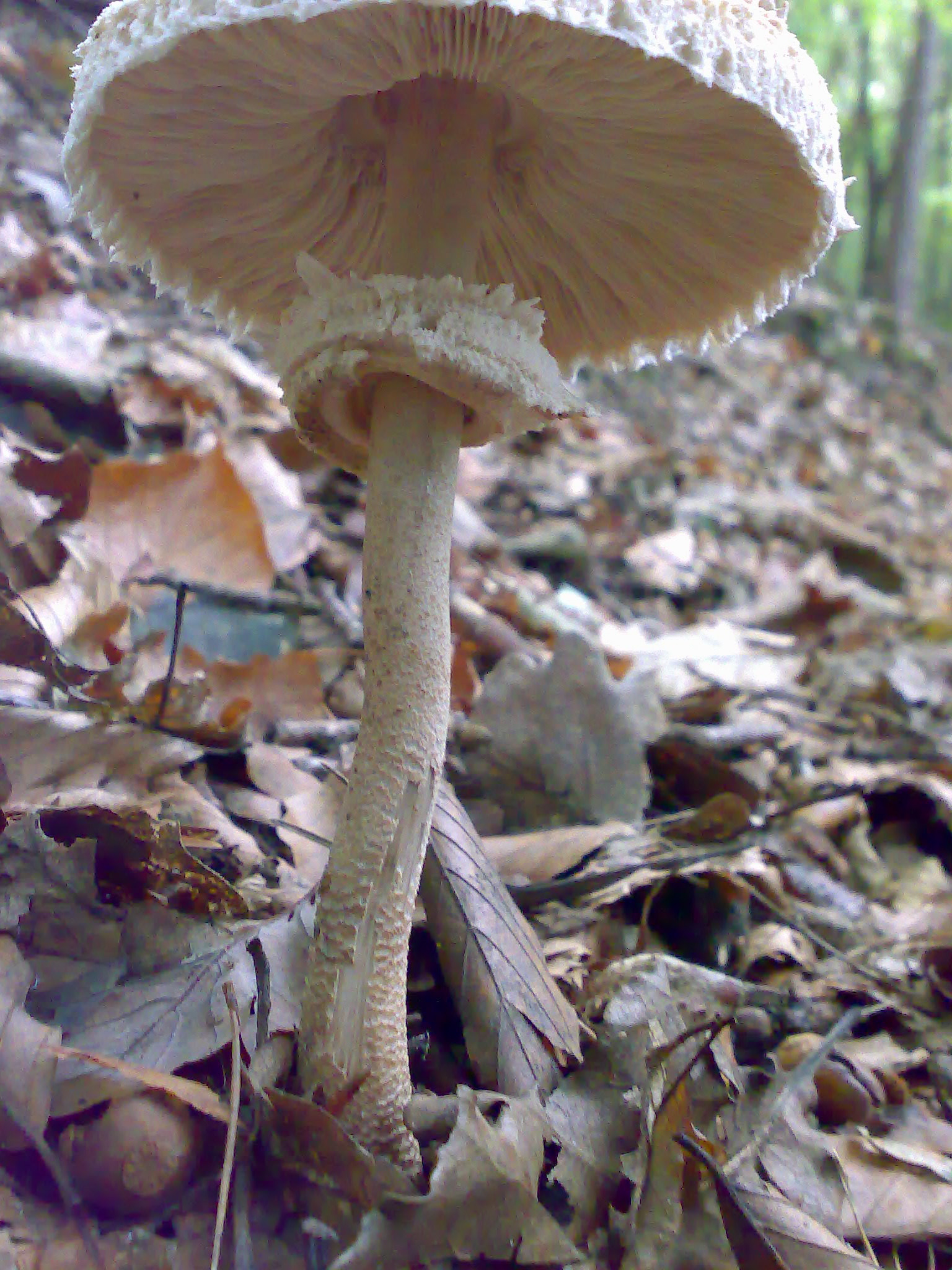
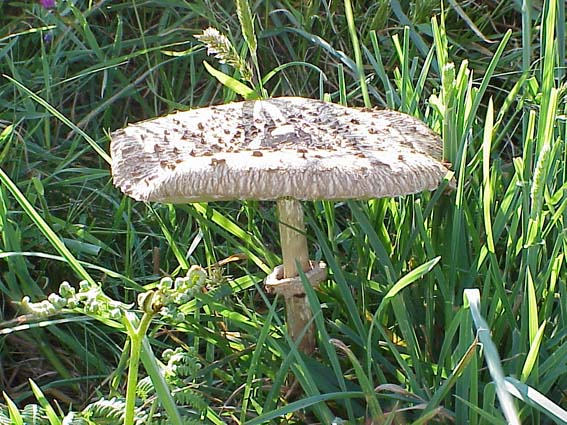
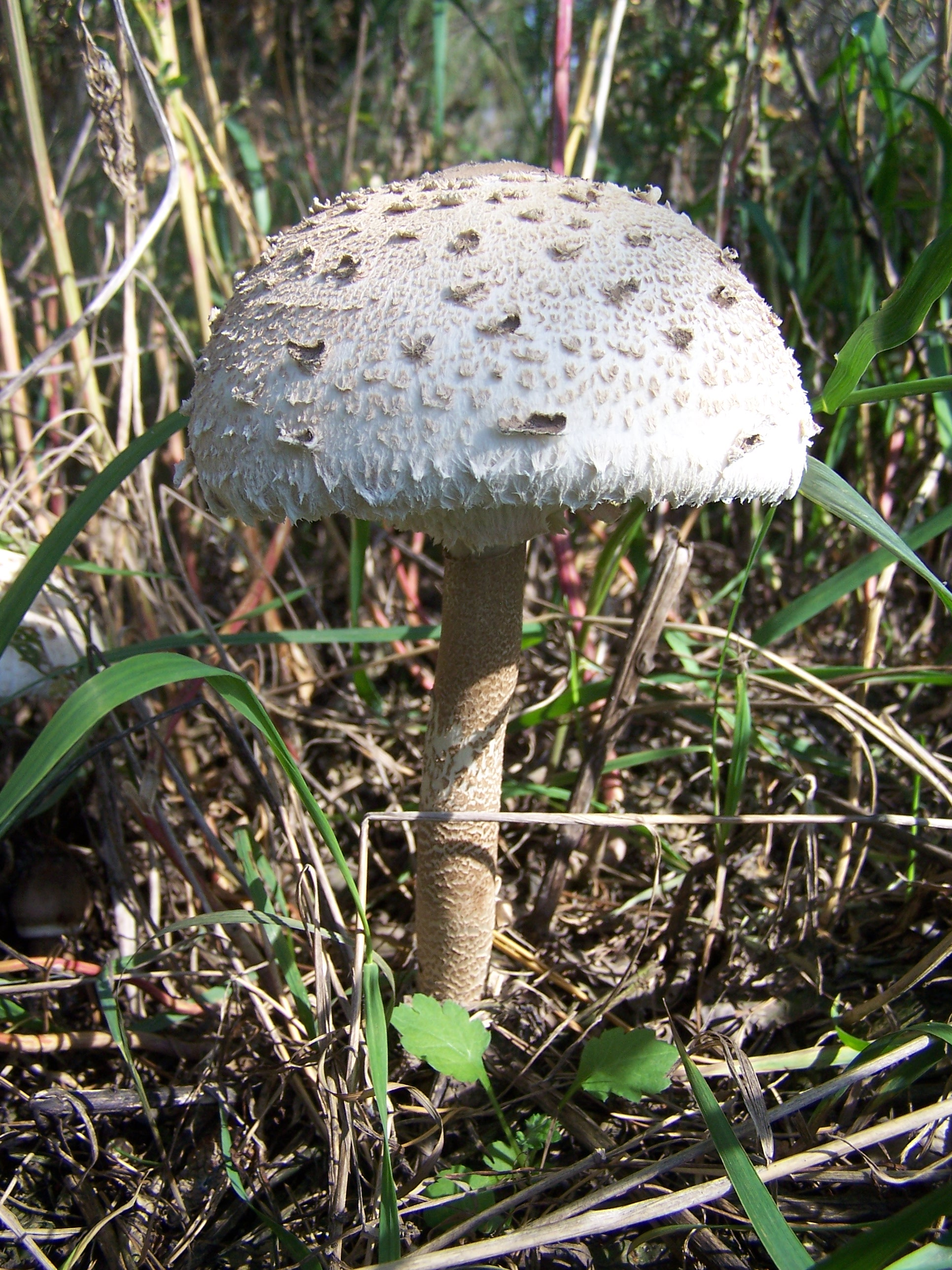
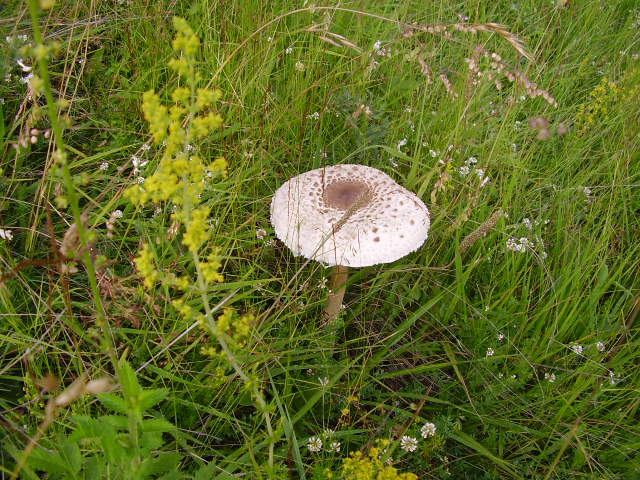
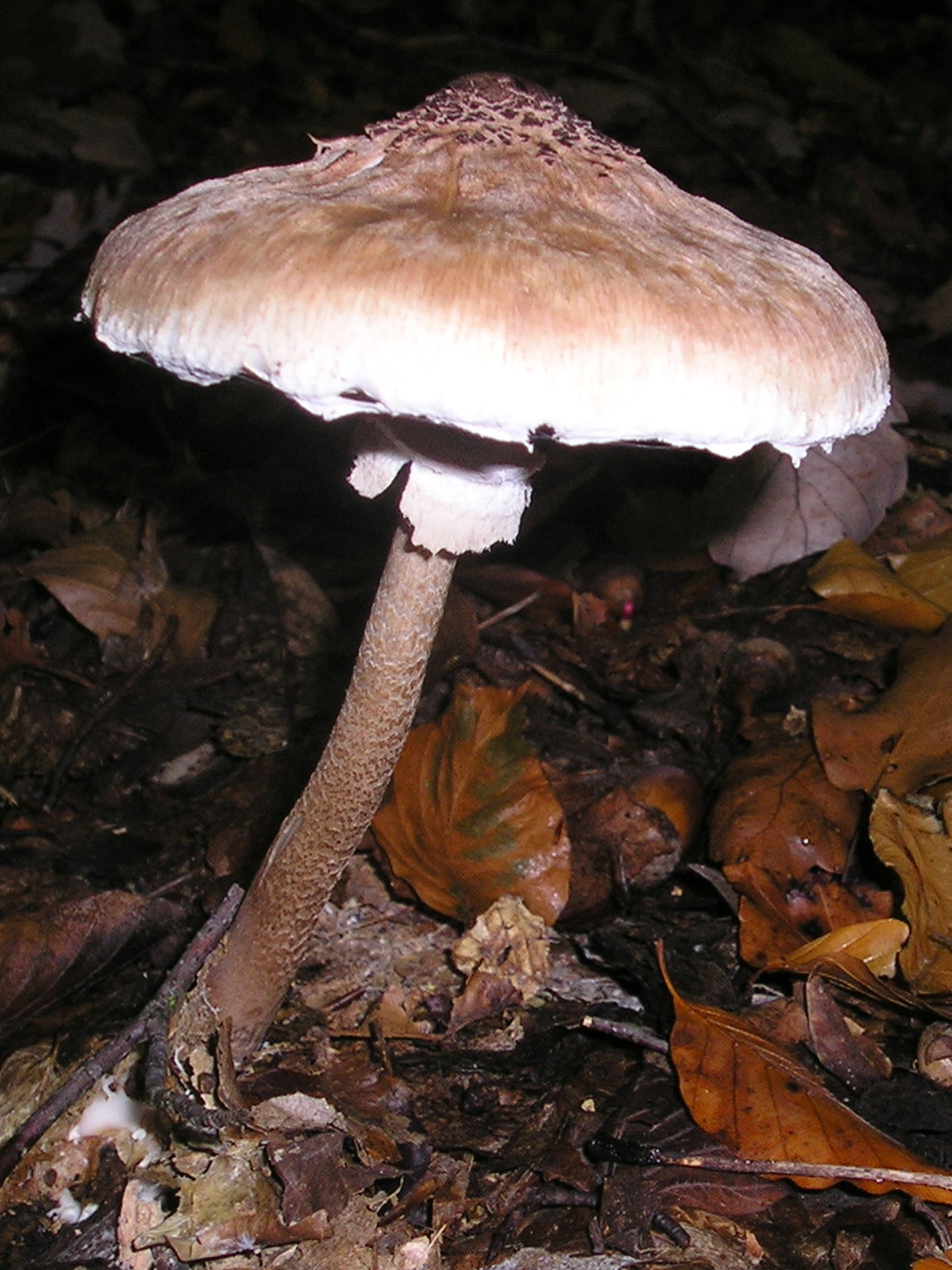
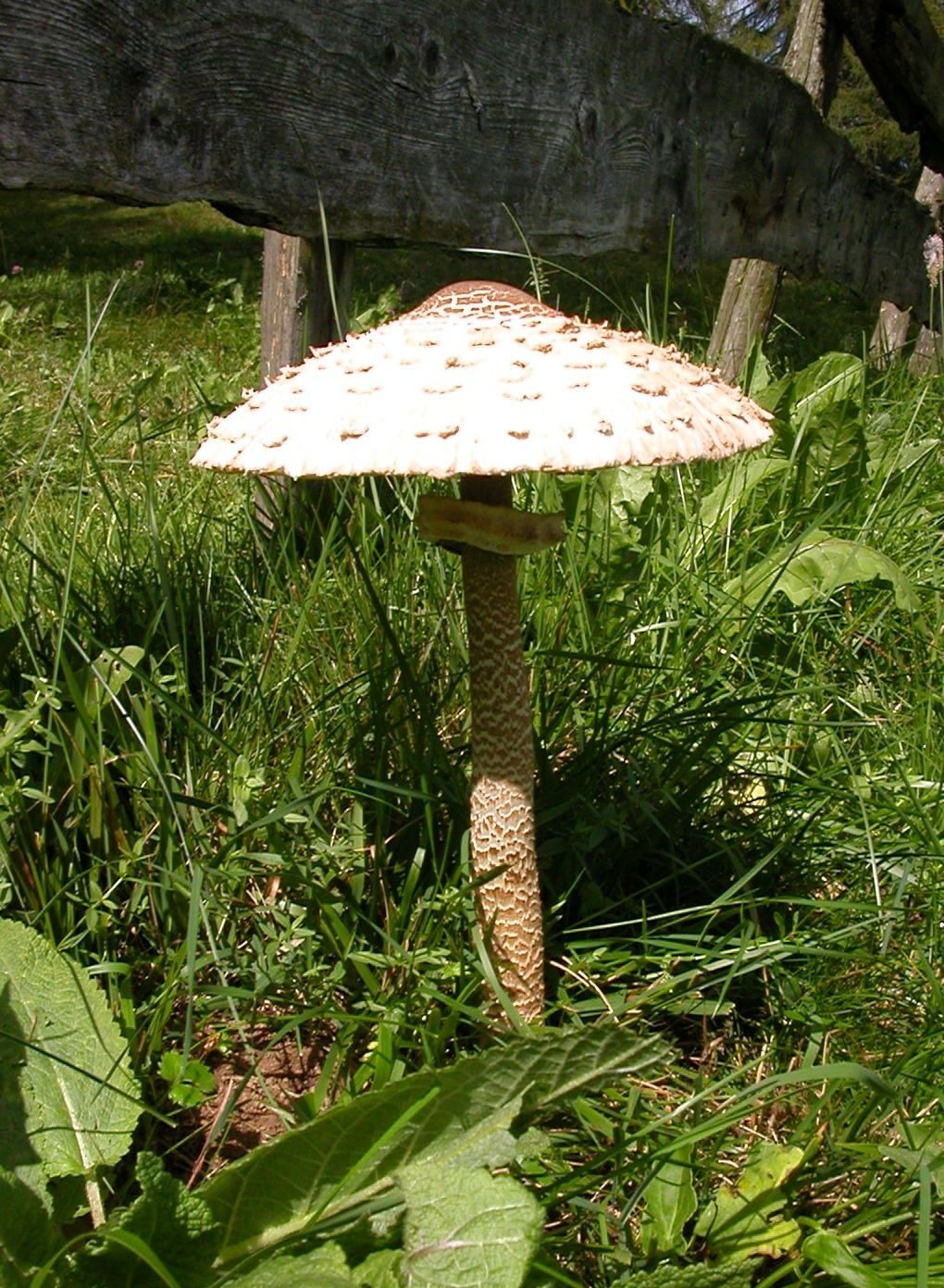
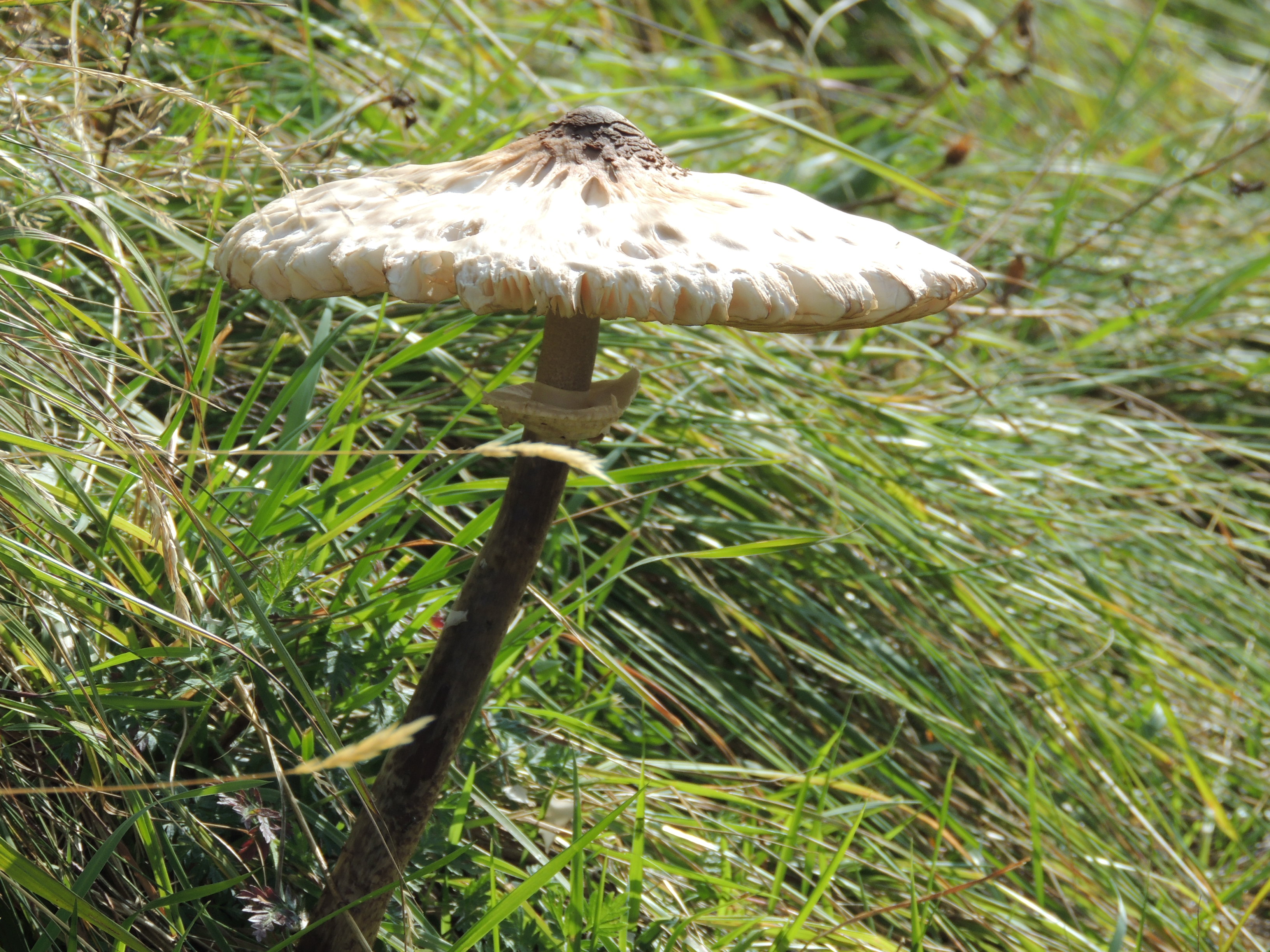

## Galleria d'immagini

### Varie

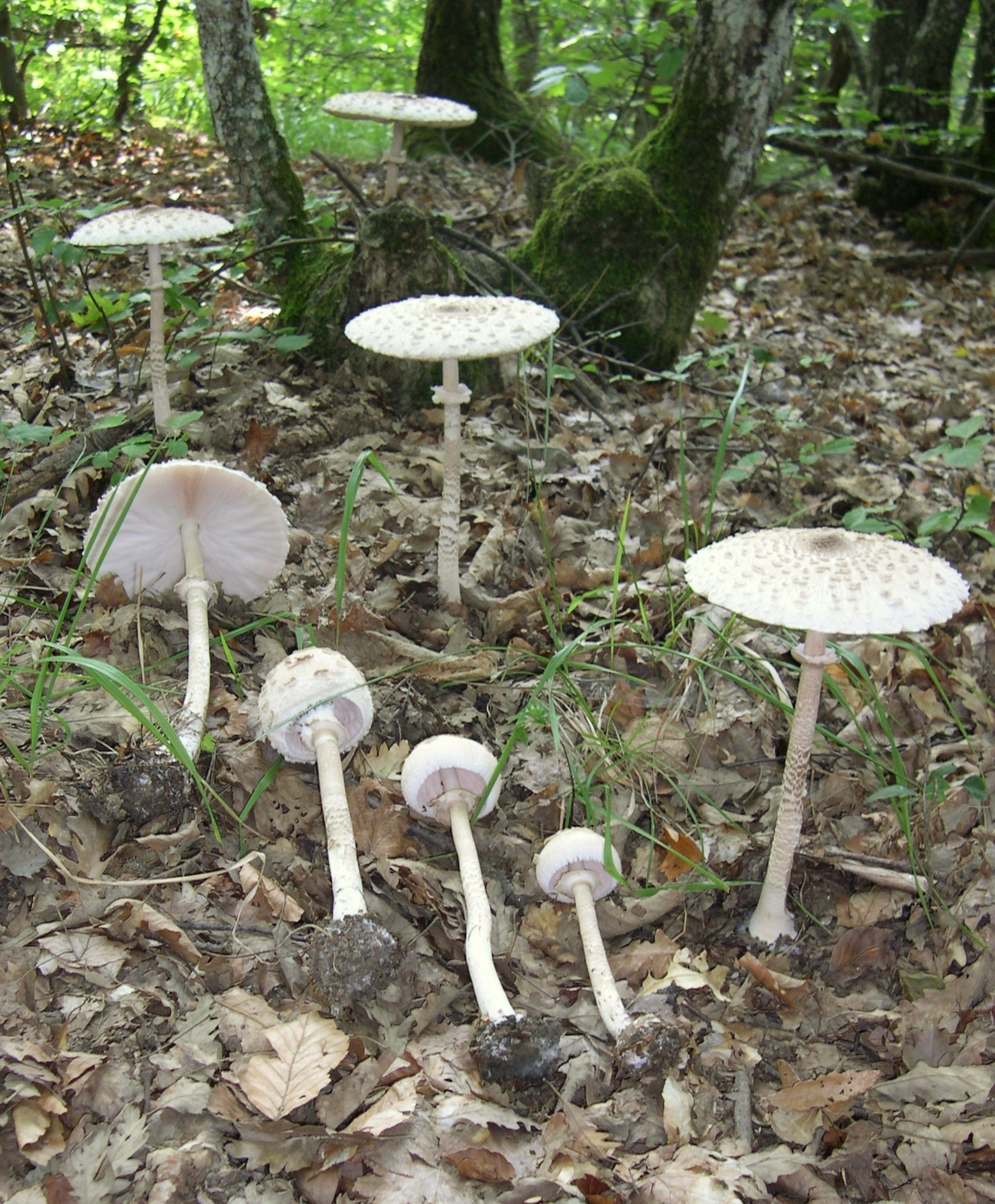
Stadi di crescita
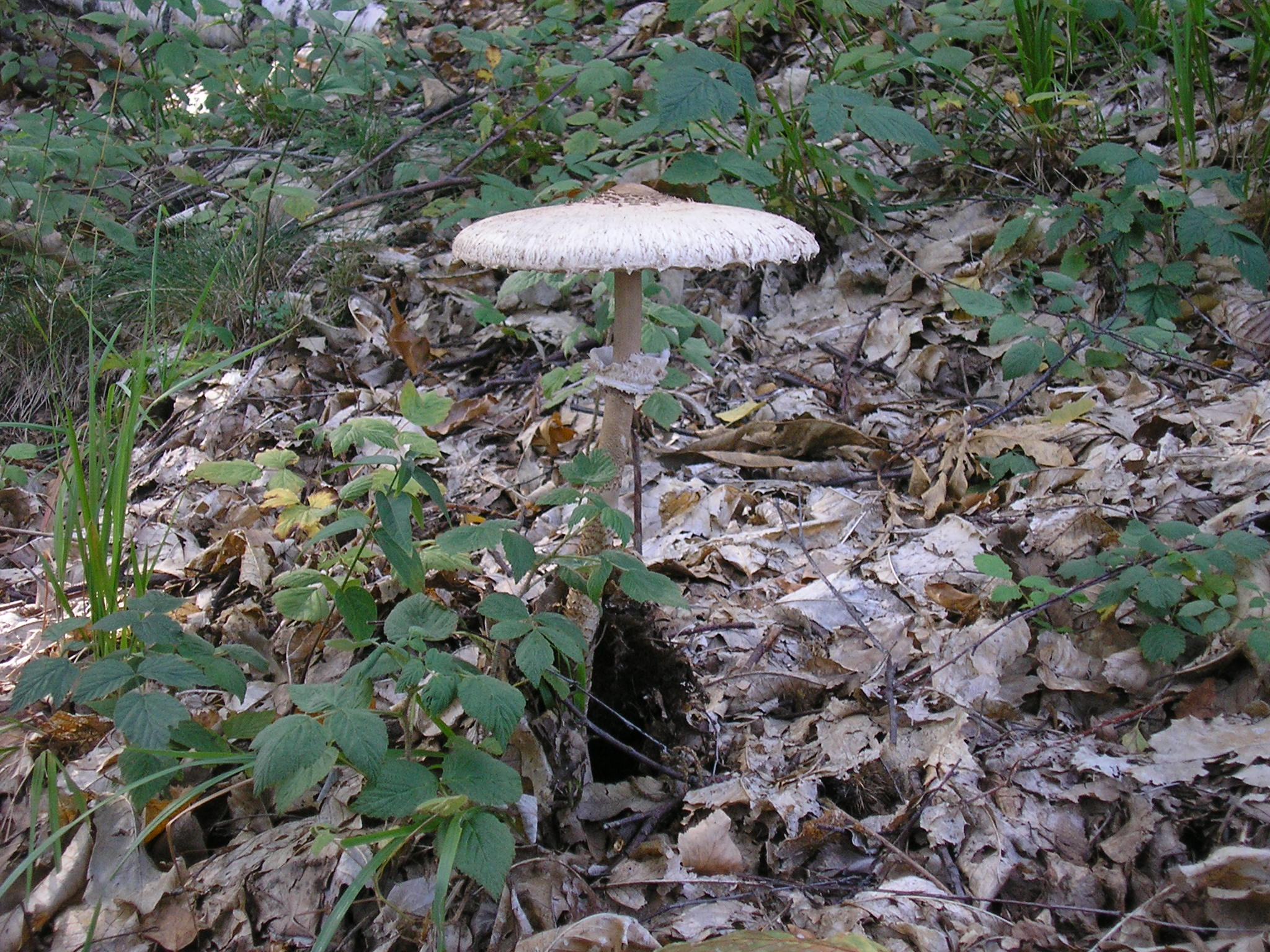
M. procera nel proprio habitat
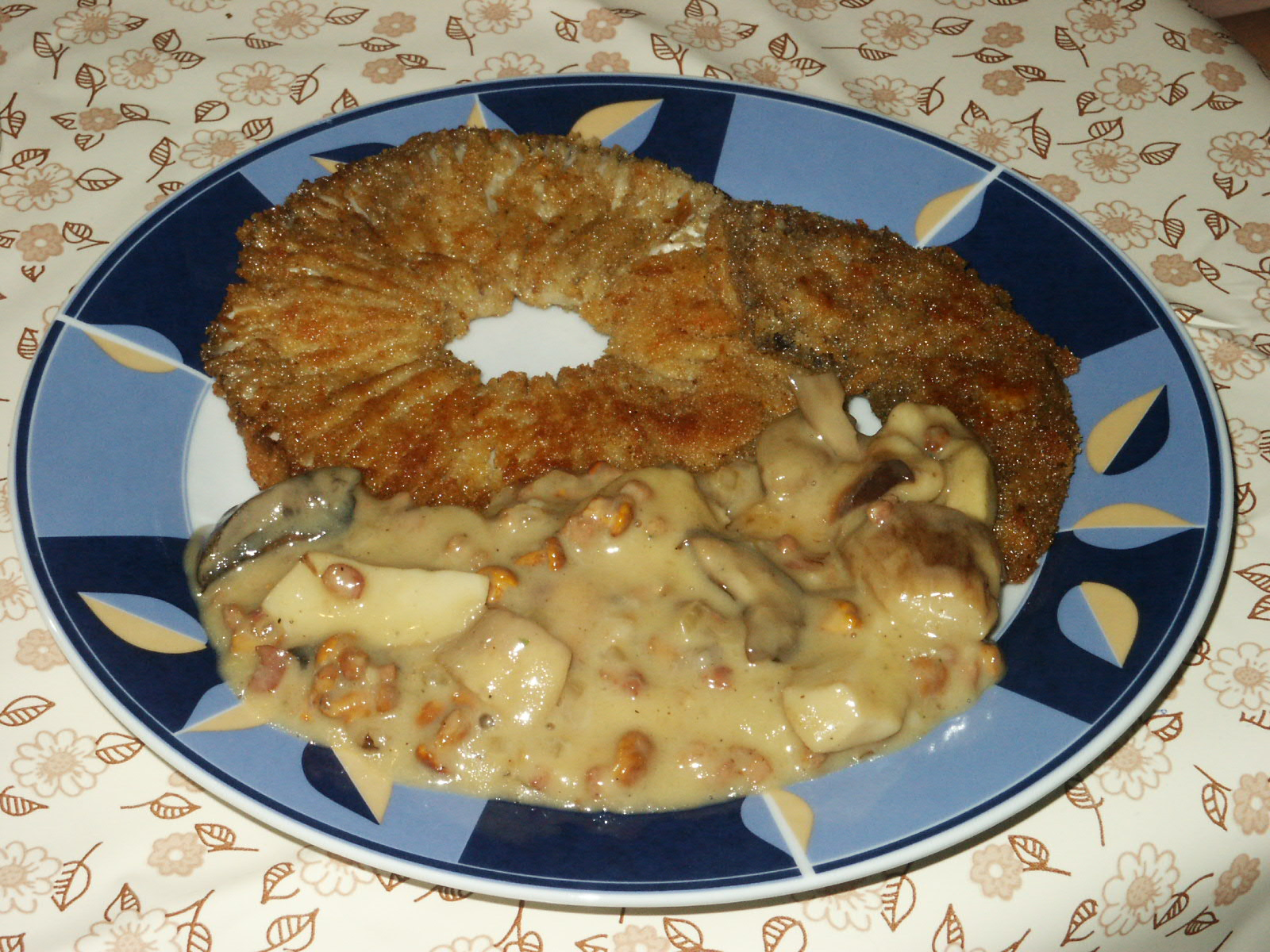
M. procera in salsa
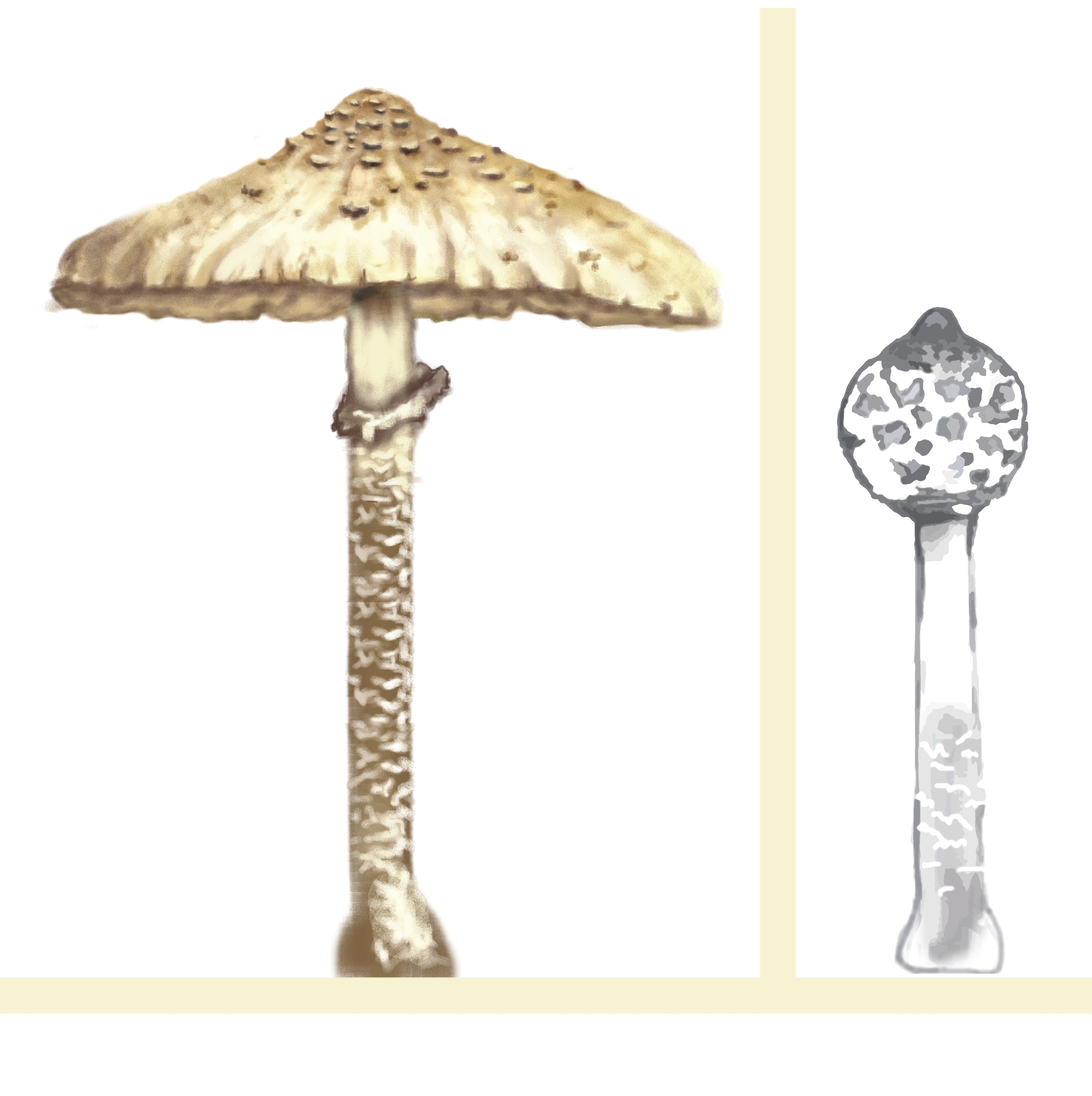
Illustrazione